# Linda Caicedo
Linda Lizeth Caicedo Alegría (Candelaria, 22 de fevereiro de 2005) é uma futebolista colombiana que atua como atacante. Atualmente, ela joga pelo Real Madrid.

## Carreira profissional

### Clubes
Com apenas 14 anos, Linda Caicedo estreou no futebol profissional pelo América de Cali na temporada 2019, onde conquistaria o título nacional e seria a artilheira da competição. Por conta da pouca idade, a atleta não pôde participar da Copa Libertadores Feminina daquele temporada.
Em meados de 2020, Linda mudou de equipe e assinou com o Deportivo Cali por três temporadas. Suas atuações anteriores renderam suas primeiras convocações para a Seleção da Colômbia. Seu primeiro ano no novo clube não foi tão bom, marcando apenas três gols. Mas em 2021, ela conquistou seu segundo título nacional e jogou sua primeira Copa Libertadores Feminina, onde marcou quatro gols, embora sua equipe tenha sido eliminada nas quartas de final.
Em fevereiro de 2023, dois dias após completar a maioridade, seu contrato com o Real Madrid foi confirmado, tornando-se a primeira colombiana a fazer parte da seção feminina do clube espanhol.

### Seleção nacional da Colômbia
Sua estreia na seleção colombiana foi em novembro de 2019 contra a Argentina. 
Em 2022, ela foi convocada para a Copa América Feminina de 2022, que seria realizada em seu país natal, onde marcou três gols e foi premiada como a melhor jogadora do certame, no qual a Colômbia sagrou-se vice-campeã. Também naquele ano, ela disputou a Copa do Mundo Feminina Sub-20 na Costa Rica, onde a Seleção Colombiana chegou até as quartas de final, e a Copa do Mundo Feminina Sub-17 de 2022 realizada na Índia, onde ela levou sua seleção à final do torneio como capitã – foi a primeira vez que uma seleção colombiana, de todas as categorias, chegou à final de uma Copa do Mundo. Linda recebeu a Bola de Prata e a Chuteira de Bronze no torneio.

## Vida pessoal
Aos 15 anos, Linda Caicedo foi diagnosticada com câncer nos ovários e precisou interromper a carreira após ser recém-contratada pelo Deportivo Cali. Ela passou por quimioterapia durante três meses e, seis meses depois após sua cirurgia, voltou a jogar futebol, tendo disputado a Liga usando uma peruca para as pessoas não saberem que seu cabelo havia caído devido ao tratamento. A jogadora e sua família mantiveram a doença em segredo até que a história veio à público em 2021.